# I divisioona 1991
Die I divisioona 1991 war die 54. Spielzeit der zweithöchsten finnischen Fußballliga und die 19. unter dem Namen I divisioona.

## Modus
11 Mannschaften spielten aufgeteilt in einer Hin- und einer Rückrunde jeweils zwei Mal gegeneinander. Kuopion Elo hatte vor Saisonbeginn zurückgezogen. Der Meister stieg direkt auf, der Zweitplatzierte konnte über die Play-offs ebenfalls aufsteigen. Die letzten zwei Vereine stiegen in die II divisioona ab.

## Teilnehmer
| Verein                | Stadt        |
| --------------------- | ------------ |
| Myllykosken Pallo -47 | Anjalankoski |
| FinnPa Helsinki       | Helsinki     |
| Kontulan Urheilijat   | Helsinki     |
| Pallo-Kerho 37        | Iisalmi      |
| Joutsenon Kullervo    | Joutseno     |
| Kemin Palloseura      | Kemi         |
| Kokkolan Palloveikot  | Kokkola      |
| Kumu Kuusankoski      | Kuusankoski  |
| Pallo-Iirot Rauma     | Rauma        |
| TP-55 Seinäjoki       | Seinäjoki    |
| Oulun Luistinseura    | Oulu         |

## Abschlusstabelle
| Pl. | Verein                   | Sp. | S  | U | N  | Tore    | Diff. | Punkte |
| --- | ------------------------ | --- | -- | - | -- | ------- | ----- | ------ |
| 1.  | Myllykosken Pallo -47    | 20  | 13 | 2 | 5  | 042:310 | +11   | 28:12  |
| 2.  | FinnPa Helsinki (N)      | 20  | 11 | 5 | 4  | 034:230 | +11   | 27:13  |
| 3.  | TP-55 Seinäjoki          | 20  | 12 | 1 | 7  | 035:310 | +4    | 25:15  |
| 4.  | Kemin Palloseura         | 20  | 9  | 5 | 6  | 028:230 | +5    | 23:17  |
| 5.  | Kumu Kuusankoski (A)     | 20  | 8  | 6 | 6  | 040:350 | +5    | 22:18  |
| 6.  | Joutsenon Kullervo       | 20  | 8  | 5 | 7  | 040:260 | +14   | 21:19  |
| 7.  | Pallo-Kerho 37           | 20  | 7  | 6 | 7  | 025:210 | +4    | 20:20  |
| 8.  | Kokkolan Palloveikot (A) | 20  | 7  | 4 | 9  | 031:360 | −5    | 18:22  |
| 9.  | Oulun Luistinseura (N)   | 20  | 4  | 6 | 10 | 023:350 | −12   | 14:26  |
| 10. | Pallo-Iirot Rauma (N)    | 20  | 3  | 6 | 11 | 021:400 | −19   | 12:28  |
| 11. | Kontulan Urheilijat      | 20  | 2  | 6 | 12 | 012:300 | −18   | 10:30  |

Platzierungskriterien: 1. Punkte – 2. Tordifferenz – 3. geschossene Tore

| (A) | Absteiger aus der Veikkausliiga 1990 |
| (N) | Aufsteiger                           |

## Play-offs
Der Elfte der Veikkausliiga spielte gegen den Zweiten der I divisioona um einen Startplatz für die Veikkausliiga 1992.
|                           | Gesamt |                 | Hinspiel | Rückspiel |
| ------------------------- | ------ | --------------- | -------- | --------- |
| Oulun Työväen Palloilijat | 6:3    | FinnPa Helsinki | 3:2      | 3:1       |